# Slovenien i olympiska vinterspelen 2006
Slovenien deltog med 36 deltagare vid de olympiska vinterspelen 2006 i Turin. Ingen av landets deltagare erövrade någon medalj.